# Paul Mariner
Paul Mariner (Bolton, 1953. május 22. – 2021. július 9.) válogatott angol labdarúgó, edző.

## Pályafutása

### Klubcsapatokban
Mariner a Plymouth Argyle csapatánál kezdte felnőtt labdarúgó-pályafutását. Ezután az Ipswich Town játékosa volt, tagja volt az 1978-ban FA-kupát és 1981-ben UEFA-kupát nyert Sir Bobby Robson irányította csapatnak. Később az Arsenal és a Portsmouth játékosa volt, pályafutása végén Ausztráliában és Amerikában légióskodott.

### A válogatottban
Harmincöt alkalommal szerepelt az angol válogatottban, valamint tagja volt az 1980-as labdarúgó-Európa-bajnokságon és az 1982-es labdarúgó-világbajnokságon szerepelt kereteknek is.

## Edzőként
A 2009-2010-es idényben a Plymouth Argyle, a 2012-2013-as idényben pedig a kanadai Toronto FC vezetőedzője volt.

## Sikerei, díjai

### Játékosként
Ipswich Town
- Angol kupa (FA Cup)
  - győztes: 1978
- UEFA-kupa
  - győztes: 1980–81